# 亨普斯特德 (紐約州村)
亨普斯特德（英語：Hempstead）是位於美國紐約州拿騷縣的村。

## 人口
根據2020年美國人口普查的數據，亨普斯特德的面積為9.57平方千米，當中陸地面積為9.56平方千米，而水域面積為0.01平方千米。當地共有人口59169人，而人口密度為每平方千米6,183人。